# Sören Åkeby
Sören Åkeby (Stockholm, 23 februari 1952) is een voormalig Zweeds voetballer, die speelde voor Hammarby IF en Essinge IK. Hij maakte vooral naam als voetbalcoach. 
Åkeby, bijgenaamd Snuffe, werd tweemaal uitgeroepen tot Zweeds voetbalcoach van het jaar (2002, 2003). Hij dankte die uitverkiezing aan het feit dat hij in die jaren de landstitel won met Djurgårdens IF, in samenwerking met Zoran Lukić.